# Rue Lafayette (Rouen)
Pour les articles homonymes, voir Rue La Fayette.
La rue Lafayette est une voie publique de la commune française de Rouen.

## Situation et accès
La rue est perpendiculaire à la rive gauche de la Seine.
Une station de vélos en libre-service Lovélo y est présente.

## Origine du nom
Cette rue porte le nom de l'officier et homme politique français Gilbert du Motier de La Fayette (1757-1834).

## Historique
La rue est commencée en 1828, à la suite de la construction du pont de Pierre, et prolongée en 1845 jusqu'à l'église Saint-Sever. Elle porte son nom actuel depuis 1831.
Elle est partiellement détruite par des bombardements le 30 mai, le 2 juin, le 15 juillet et du 25 au 27 août 1944.
Depuis la reconstruction de Rouen, elle est amputée de la longueur attribuée à l'avenue Champlain et de l'emprise de la place Carnot.
En 2022, le maire de Rouen Nicolas Mayer-Rossignol fait part de sa « préoccupation » quant à une situation « compliqué[e] pour les femmes » dans cette rue.

## Bâtiments remarquables et lieux de mémoire
- Roger Goupillières (1896-1988) y est né.
- Marcel Cartier (1861-1926) y a habité.
- Église Saint-Sever
- no 76 : Georges-Louis Goupillières (1861-1943), entrepreneur de travaux publics et architecte, y a vécu.
- no 99 : Maison due à l'architecte Georges-Louis Goupillières
- no 103 : Maison due à l'architecte Georges-Louis Goupillières